# Cupar Muir
Cupar Muir è un piccolo villaggio del Fife, Scozia, Regno Unito, situato nelle vicinanze di Cupar.
Il territorio del villaggio, che è costituito da alcune strade e da circa 35 case, ha avuto una certa importanza storica per essere stato teatro, nel 1559, di uno scontro armato tra le truppe di Maria di Guisa e quelle dei protestanti supportati da Elisabetta I d'Inghilterra .